# Spinotarsus curvatus
Spinotarsus curvatus är en mångfotingart som beskrevs av Kraus 1960. Spinotarsus curvatus ingår i släktet Spinotarsus och familjen Odontopygidae. Inga underarter finns listade i Catalogue of Life.